# 2025年亚洲冬季运动会自由式滑雪比赛
2025年亚洲冬季运动会自由式滑雪比赛是2025年亚洲冬季运动会的一个比赛项目，原定于2025年2月7日至13日在中国哈尔滨市的亚布力滑雪场进行，后来受天气影响而提前一天结束，此次比赛共设11个小项，包括5个男子小项、5个女子小项和1个混合小项。

## 赛程
以下是自由式滑雪项目的具体赛程安排：
| 日期    | 时间  | 项目                     |
| ------- | ----- | ------------------------ |
| 2月8日  | 10:00 | 女子U型场地技巧决赛      |
| 2月8日  | 10:12 | 男子U型场地技巧决赛      |
| 2月9日  | 10:00 | 女子空中技巧决赛         |
| 2月9日  | 11:50 | 男子空中技巧决赛         |
| 2月10日 | 11:00 | 混合团体空中技巧决赛     |
| 2月11日 | 11:00 | 女子坡面障碍技巧决赛     |
| 2月11日 | 11:00 | 女子双人同步空中技巧决赛 |
| 2月11日 | 11:15 | 男子坡面障碍技巧决赛     |
| 2月11日 | 12:04 | 男子双人同步空中技巧决赛 |
| 2月12日 | 10:10 | 女子大跳台决赛           |
| 2月12日 | 10:22 | 男子大跳台决赛           |

## 奖牌榜
*   主办国家/地区（中国）
| 排名                     | 国家 / 地区              | 金牌 | 銀牌 | 銅牌 | 总计 |
| ------------------------ | ------------------------ | ---- | ---- | ---- | ---- |
| 1                        | 中国*                    | 7    | 8    | 4    | 19   |
| 2                        | 日本                     | 2    | 1    | 1    | 4    |
| 3                        | 韩国                     | 1    | 1    | 3    | 5    |
| 4                        |                          | 1    | 1    | 2    | 4    |
| 5                        | 泰国                     | 0    | 0    | 1    | 1    |
| 总计（共5个国家 / 地区） | 总计（共5个国家 / 地区） | 11   | 11   | 11   | 33   |

## 奖牌得主

### 男子
| 项目             | 金牌                                            | 金牌   | 银牌                        | 银牌   | 铜牌                           | 铜牌   |
| 坡面障碍技巧     | 笠村雷 · 日本（JPN）                            | 93.25  | 伊藤瑠耶 · 日本（JPN）      | 88.50  | 保罗·亨利·维厄当 · 泰国（THA） | 85.25  |
| 双人同步空中技巧 | （KAZ） · 罗曼·伊万诺夫 · 谢尔佐德·卡希尔巴耶夫 | 97.92  | 中国（CHN） · 耿虎 · 楊雨衡 | 93.48  | 中国（CHN） · 李心鵬 · 齊廣璞  | 91.57  |
| 空中技巧         | 李心鵬 · 中国（CHN）                            | 123.45 | 楊龍嘯 · 中国（CHN）        | 122.13 | 齊廣璞 · 中国（CHN）           | 119.47 |
| U型场地技巧      | 李昇勋 · 韩国（KOR）                            | 97.50  | 盛海鹏 · 中国（CHN）        | 90.50  | 文熙正 · 韩国（KOR）           | 88.50  |
| 大跳台           | 笠村雷 · 日本（JPN）                            | 183.50 | 尹宗铉 · 韩国（KOR）        | 169.50 | 申英燮 · 韩国（KOR）           | 165.25 |

### 女子
| 项目             | 金牌                        | 金牌   | 银牌                          | 银牌   | 铜牌                                        | 铜牌   |
| 坡面障碍技巧     | 劉夢婷 · 中国（CHN）        | 94.00  | 杨如意 · 中国（CHN）          | 90.50  | 韓林杉 · 中国（CHN）                        | 87.00  |
| 双人同步空中技巧 | 中国（CHN） · 冯俊熙 · 王雪 | 87.12  | 中国（CHN） · 陈梅婷 · 徐梦桃 | 84.86  | （KAZ） · 阿达娜·马哈诺娃 · 阿亚娜·卓勒达斯 | 59.16  |
| 空中技巧         | 徐梦桃 · 中国（CHN）        | 90.94  | 陈雪铮 · 中国（CHN）          | 81.58  | 阿亚娜·卓勒达斯 · （KAZ）                   | 76.54  |
| U型场地技巧      | 李方慧 · 中国（CHN）        | 95.25  | 张可欣 · 中国（CHN）          | 89.25  | 张侑珍 · 韩国（KOR）                        | 85.00  |
| 大跳台           | 刘梦婷 · 中国（CHN）        | 175.50 | 韩林杉 · 中国（CHN）          | 162.75 | 杨如意 · 中国（CHN）                        | 159.50 |

### 混合
| 项目         | 金牌                                   | 金牌                                   | 银牌                                                              | 银牌                                                              | 铜牌                                             | 铜牌                                             |
| 团体空中技巧 | 中国（CHN） · 徐梦桃 · 李心鹏 · 齊廣璞 | 中国（CHN） · 徐梦桃 · 李心鹏 · 齊廣璞 | （KAZ） · 阿亚娜·卓勒达斯 · 谢尔佐德·卡希尔巴耶夫 · 阿西尔汗·阿山 | （KAZ） · 阿亚娜·卓勒达斯 · 谢尔佐德·卡希尔巴耶夫 · 阿西尔汗·阿山 | 日本（JPN） · 五十岚瑠奈 · 五十岚晴冬 · 中川结太 | 日本（JPN） · 五十岚瑠奈 · 五十岚晴冬 · 中川结太 |

## 参赛代表团
以下是自由式滑雪项目的参赛代表团：
- 中国（10）
- 日本（6）
- （7）
- 科威特（1）
- 菲律宾（1）
- 韩国（11）
- 泰国（1）
- 阿拉伯联合酋长国（2）